# وترینگن (مونشترلاند)
وترینگن (به آلمانی: Wettringen) یک شهر در آلمان است که در شتاینفورت واقع شده‌است. وترینگن ۷٬۹۵۷ نفر جمعیت دارد.

## خواهرخوانده
شهر گنوین خواهرخواندهٔ وترینگن (مونشترلاند) هست.